# Flagrant Délit (film, 1960)
Pour les articles homonymes, voir Flagrant délit (homonymie).
Pour plus de détails, voir Fiche technique et Distribution.
Flagrant Délit (titre original : La garçonnière) ou Amours impossibles au Québec,  est un film italien réalisé par Giuseppe De Santis et sorti en 1960.

## Synopsis
Alberto Fiorini, ingénieur dans l'immobilier, âgé d'une quarantaine d'années et père de deux enfants, prétend être absorbé par son travail. En réalité, en dehors de ses heures de bureau, il loue une garçonnière dans un quartier populaire. Giulia, son épouse, n'est pas dupe pourtant, et, avec l'aide d'une amie, finit par découvrir ses mensonges. Son désenchantement est encore plus grand que sa jalousie...

## Fiche technique
- Titre du film : Flagrant Délit
- Titre original : La garçonnière
- Réalisation : Giuseppe De Santis
- Scénario : Carlo Bernari, Franco Giraldi, Tonino Guerra, Elio Petri, Ugo Pirro et G. De Santis
- Photographie : Roberto Gerardi
- Musique : Mario Nascimbene
- Décors : Ottavio Scotti (it)
- Production : Roberto Amoroso (it)
- Pays d'origine :  Italie
- Genre : Drame
- Format : Noir et blanc
- Durée : 90 minutes
- Année de sortie : 1960

## Distribution
- Raf Vallone : Alberto Fiorini
- Eleonora Rossi Drago : Giulia Fiorini
- Marisa Merlini : Pupa
- Giordana Miletic : Laura
- Nino Castelnuovo : Vincenzo
- Maria Fiore : Clementina
- Clelia Matania : Angelina
- Ennio Girolami : Alvaro
- Renato Baldini : le père du garçon
- Franca Marzi : la mère du garçon

## Commentaires
La garçonnière « prend encore le parti des femmes en dénonçant les rapports marchands qui faussent les relations entre les sexes et en proposant l'indépendance financière comme moyen de leur liberté », note Marie-Pierre Lafargue. « La liberté de chacun est empoisonnée par le manque de liberté de tous », écrit, comme en écho, Freddy Buache qui ajoute : « plutôt que d'agir pratiquement sur leur condition, les hommes et les femmes préfèrent choisir la voie des illusions passagères; les principes moraux virent à l'abstraction pure déracinée de tout contexte historique [...] ». « Comme souvent chez De Santis », rappelle plus haut F. Buache, « La garçonnière est un faux mélo que les préoccupations sociales de l'auteur innervent d'un bout à l'autre et renversent continuellement du côté d'un constat exempt de brillantine métaphysique. »